# Acaricida
Os acaricidas são pesticidas usados no extermínio dos ácaros.

## Tipos de acaricidas
- Organoestânicos;
- Dinitrofenol;
- Organoclorados;
- Carboxamida;
- Benzoilureia;
- Fenoxiciclohexil;
- Piretróide;
- Cetoenol;
- Formamidina;
- Piridazinona;
- Pesticidas inorgânicos;
- Carbamato;
- Regulador de crescimento;
- Organofosfatos.